# 高宏彬
高宏彬（1971年10月—），男，汉族，山东巨野人，中华人民共和国政治人物。东北大学铸造专业、澳大利亚拉筹伯大学工商管理专业双硕士，东北大学冶金学院金属材料专业工学博士。

## 生平
1992年11月加入中国共产党。1996年8月参加工作，先后在沈阳市东陵区东陵乡人民政府、东陵区计经委、沈阳市经贸委工作，先后任沈阳市中小企业信用担保中心副主任、主任，沈阳市经贸委办公室副主任、主任兼沈阳市中小企业信用担保中心主任。2002年9月起，先后任中共法库县县委常委、副县长，县委副书记、代县长、县长。
2007年9月，任共青团辽宁省委副书记。2010年5月，任辽宁省援疆工作前方指挥部总指挥、辽宁省援疆干部总领队(正厅级)，中共新疆塔城地委副书记(正厅级）。2010年12月，任辽宁省发改委副主任、党组成员、辽宁省援疆工作前方指挥部党组书记、总指挥、辽宁省援疆干部总领队(正厅级)，新疆塔城地委副书记(正厅级)。
2012年2月，任中共本溪市委副书记、本溪市市长。2015年7月，任中共本溪市委书记。2016年6月，任中共抚顺市委书记。2018年9月，任中共辽宁省委统战部副部长。
2013年，被选为第十二届全国人民代表大会辽宁地区代表。

### 落马
2018年12月11日，中纪委网站发布消息，辽宁省委统战部副部长高宏彬涉嫌严重违纪违法接受纪律审查和监察调查。
2019年6月6日，高宏彬案件移送检察机关审查起诉。6月19日，鞍山市人民检察院依法对高宏彬决定逮捕。同年12月，辽宁省纪委监委对高宏彬案件进行了立案审查调查，并且开除公职、开除党籍。